# Jo Pyŏng Ju
Jo Pyŏng Ju, również Jo Pyong Ju (kor. 조병주, ur. 1 grudnia 1942) – północnokoreański polityk. Ze względu na przynależność do najważniejszych gremiów politycznych Korei Północnej, uznawany za członka elity władzy KRLD. 

## Kariera
Jo Pyŏng Ju urodził się 1 grudnia 1942 roku. Absolwent Wyższej Szkoły Mechanicznej w Ryongsŏng (obecnie dzielnica Pjongjangu). Niewiele wiadomo na temat przebiegu jego kariery urzędniczej i politycznej przed 1997 rokiem, kiedy to objął dyrektorskie stanowisko w Zakładach Mechanicznych w Ryongsŏng. W grudniu 2000 roku został menedżerem całych zakładów.
Deputowany Najwyższego Zgromadzenia Ludowego KRLD, parlamentu KRLD, począwszy od X kadencji (tj. od września 1998 roku do dziś). W lipcu 2005 objął tekę ministra przemysłu maszynowego. Od czerwca 2010 do dziś wicepremier KRLD. Ministrem pozostawał do marca 2012 roku (następca: Ri Jong Guk), odnawiając kadencję w kwietniu 2009.
Na mocy postanowień 3. Konferencji Partii Pracy Korei 28 września 2010 roku po raz pierwszy został członkiem Komitetu Centralnego Partii Pracy Korei.
Po śmierci Kim Dzong Ila w grudniu 2011 roku, Jo Pyŏng Ju znalazł się na wysokim, 35. miejscu w 233-osobowym Komitecie Żałobnym. Świadczyło to o formalnej i faktycznej przynależności Jo Pyŏng Ju do grona kierownictwa politycznego Koreańskiej Republiki Ludowo-Demokratycznej. Według specjalistów, miejsca na listach tego typu określały rangę polityka w hierarchii aparatu władzy.

## Odznaczenia
Odznaczony Orderem Kim Ir Sena (lipiec 2004).